# L’Aura
L’Aura más néven Laura Abela (Brescia, 1984. augusztus 13. –) olasz énekesnő és dalszövegíró.

## Pályafutása
Az első lemeze 2005-ben jelent meg Okumuki címmel, első kislemez a Radiostar volt , ezt követte Today, Una Favola és az Irraggiungibile , amivel részt vett 2006-ban a sanremói fesztiválon. A második albumát 2007-ben adta ki Demain címmel. 2008-ban ismét szerepelt a sanremói fesztiválon, ahol a Basta című dalát adta elő.

## Albumok
- Okumuki - 2005
- Okumuki (újbóli kiadás) - 2006
- Demain - 2007
- L’Aura (válogatáslemez) - 2008

## Kislemezek
- Radiostar
- Today
- Una favola
- Irraggiungibile
- Domani
- Non é una favola
- E’ per te
- Basta!